# 繁星璀璨的天空
《繁星璀璨的天空》是中国男歌手周深为电视剧《光荣与梦想》演唱的致敬曲。2021年6月9日作为数字单曲发布，后收录于录音室专辑《光荣与梦想 电视剧原声大碟》。此曲获得第32届华鼎奖中国百强电视剧最佳电视剧歌曲大奖，及腾讯音乐由你榜2021年度影视歌曲TOP5。

## 背景和风格
《光荣与梦想》是2021年一部中国大陆电视剧，周深演唱的歌曲《繁星璀璨的天空》是其致敬曲。歌曲于2021年6月9日在音乐平台作为单曲发布，6月15日收录于专辑《光荣与梦想 电视剧原声大碟》。
CCTV-15《音乐周刊》栏目评论：“周深用清澈的嗓音”，“将无数有志青年的家国情怀和远大理想表达得淋漓尽致”，“在周深大气深情的演唱当中，听众眼前也浮现出了一幅幅气壮山河的历史画卷”。
新浪科技评论：“拥有天籁声线的周深，以令人动容的一往情深，将这首主旋律歌曲演绎得大气深情又热血豪迈。”
文汇报评论：“这首歌将缅怀和敬畏之心表达得丝丝入扣，歌曲质感清澈剔透，仿佛在夜空中闪亮璀璨的繁星。”
光禹在飛碟電台夜光家族的《宝藏周记》第49期节目开头介绍这首歌：“听这首歌充满了抚慰的力量”“是不是很好听，太感动人了”。
酷狗音乐评论：“质感清澈剔透”“在硝烟弥漫的岁月中”“随着升腾的弦乐脉动着，周深将缅怀和敬畏之心表达得丝丝入扣又纯净开阔，让听者深深感动。”
新浪电视评论：“唯美声线中，剧情故事展开，刚柔并济，戳中人心，感动与力量同在。”
由你音乐榜乐评人点评：“以悠扬大气的弦乐开头，随后融进简单的吉他弹奏，营造出了舒缓温馨的曲调氛围，搭配周深清澈唯美的声线”“干净清澈的音色”“从主歌部分的温柔传述上扬到了副歌段落的情感喷薄”“刚柔并济”。
2025年，《繁星璀璨的天空》入选由上海音乐出版社出版的初中音乐教材（七年级下册）。

## 背景音乐
2024年2月，新华社发布了一名摄影师在广西桂林通过延时摄影将整晚十几个小时的璀璨星空“浓缩”成几十秒的视频，使用了周深演唱的《繁星璀璨的天空》片段作为背景音乐。
2024年9月，新华社发布了一名摄影师在云南茈碧湖通过延时摄影，拍摄到银河横跨天际的美丽景色，将整晚十几个小时的璀璨星空“浓缩”成一分三十八秒的视频，使用了周深演唱的《繁星璀璨的天空》片段作为背景音乐。

## 创作者
以下内容整理自豆瓣音乐与QQ音乐：
- 演唱：周深
- 作词：陈曦
- 作曲：董冬冬
- 编曲：闫天午
- 制作人：董冬冬
- 弦乐：国际首席爱乐乐团
- 吉他：闫天午
- 配唱制作人：徐威
- 录音：徐威
- 混音：周天澈
- 出版者：呆猫互娱

## 重要演出
2021年9月21日，在中央广播电视总台中秋晚会上，周深演唱这首《繁星璀璨的天空》作为对航天人的致敬。
2021年10月1日，在CCTV-3《请你来听我的演唱会》国庆特别节目，周深访问了航天人，并现场演唱了《繁星璀璨的天空》与《我和我的祖国》。
2022年1月1日，在中央广播电视总台扬帆远航大湾区新年音乐会上，周深现场演唱了《繁星璀璨的天空》。
2024年1月13日，在新浪微博2023微博之夜，周深获得微博年度受欢迎歌手奖项，并与钢琴家郎朗合作表演《繁星璀璨的天空》《茉莉花》。

## 排行榜
| 歌曲名称                | 排行榜 （2021年）     | 种类   | 最高排名 |
| ----------------------- | --------------------- | ------ | -------- |
| 《繁星璀璨的天空》 周深 | 由你音乐榜人气得分    | 周榜   | 1        |
| 《繁星璀璨的天空》 周深 | QQ音乐内地榜          | 周榜   | 1        |
| 《繁星璀璨的天空》 周深 | 亚洲音乐榜内地榜      | 周榜   | 1        |
| 《繁星璀璨的天空》 周深 | QQ音乐巅峰人气榜      | 日榜   | 1        |
| 《繁星璀璨的天空》 周深 | QQ音乐影视金曲榜      | 周榜   | 1        |
| 《繁星璀璨的天空》 周深 | 酷我音乐华语榜        | 日榜   | 1        |
| 《繁星璀璨的天空》 周深 | 酷我音乐新歌榜        | 日榜   | 1        |
| 《繁星璀璨的天空》 周深 | 酷我音乐飙升榜        | 日榜   | 1        |
| 《繁星璀璨的天空》 周深 | 酷我音乐影视金曲榜    | 日榜   | 1        |
| 《繁星璀璨的天空》 周深 | 由你音乐榜            | 周榜   | 2        |
| 《繁星璀璨的天空》 周深 | QQ音乐巅峰人气榜      | 周榜   | 2        |
| 《繁星璀璨的天空》 周深 | 酷我音乐星耀人气榜    | 周榜   | 2        |
| 《繁星璀璨的天空》 周深 | 酷我音乐星耀人气榜    | 日榜   | 2        |
| 《繁星璀璨的天空》 周深 | 酷狗音乐华语新歌榜    | 日榜   | 2        |
| 《繁星璀璨的天空》 周深 | 腾讯音乐由你榜剧集OST | 半年榜 | 3        |
| 《繁星璀璨的天空》 周深 | QQ音乐飙升榜          | 日榜   | 3        |
| 《繁星璀璨的天空》 周深 | QQ音乐流行指数榜      | 日榜   | 3        |
| 《繁星璀璨的天空》 周深 | QQ音乐音乐巅峰榜      | 日榜   | 5        |
| 《繁星璀璨的天空》 周深 | QQ音乐新歌榜          | 日榜   | 10       |
| 《繁星璀璨的天空》 周深 | 腾讯音乐浪潮榜        | 月度榜 | 15       |

## 奖项
| 年份 | 颁奖机构                   | 奖项                                           | 结果 |
| ---- | -------------------------- | ---------------------------------------------- | ---- |
| 2022 | 2021腾讯音乐由你榜年度盘点 | 年度影视OST TOP5《繁星璀璨的天空》             | 獲獎 |
| 2021 | 第32届华鼎奖               | 中国百强电视剧最佳电视剧歌曲《繁星璀璨的天空》 | 獲獎 |